# 2007년 12월
| 2007년: 1월 · 2월 · 3월 · 4월 · 5월 · 6월 · 7월 · 8월 · 9월 · 10월 · 11월 · 12월 |

| <          | 2007년 12월  | 2007년 12월 | 2007년 12월 | 2007년 12월 | 2007년 12월 | >            |
| 일         | 월           | 화          | 수          | 목          | 금          | 토           |
|            |              |             |             |             |             | 1 10.22 기사 |
| 2 23 경오  | 3 24 신미    | 4 25 임신   | 5 26 계유   | 6 27 갑술   | 7 28 을해   | 8 29 병자    |
| 9 30 정축  | 10 11.1 무인 | 11 2 기묘   | 12 3 경진   | 13 4 신사   | 14 5 임오   | 15 6 계미    |
| 16 7 갑신  | 17 8 을유    | 18 9 병술   | 19 10 정해  | 20 11 무자  | 21 12 기축  | 22 13 경인   |
| 23 14 신묘 | 24 15 임진   | 25 16 계사  | 26 17 갑오  | 27 18 을미  | 28 19 병신  | 29 20 정유   |
| 30 21 무술 | 31 22 기해   |             |             |             |             |              |

| 편집하기 |

## 2007년12월 31일
- 대한민국 노무현 대통령은 김우중·박지원·한화갑 등 총 75명에 대해 특별사면을 단행하였다.
- 한국은행은 2009년 발행 예정인 5만원권·10만원권의 주조색을 각각 노랑과 회색으로 결정하였다.

## 2007년12월 30일
- 대한민국이 1997년 12월 30일 사형 집행 이후, 10년 동안 단 한 명의 사형 집행을 하지 않아 앰네스티가 분류하는 “실질적 사형폐지국”이 되었다. 한편, 노무현 대통령이 31일 단행할 임기 중 마지막 특별사면에서 일부 사형수를 무기징역으로 감형하는 조치를 단행할 예정이라고 연합뉴스가 보도하였다.

## 2007년12월 29일
- 암살된 베나지르 부토 파키스탄 전 총리는 유언장에서 그녀의 19세 아들 빌라왈을 자신의 정치적 후계자 겸 파키스탄인민당의 새 지도자로 지명했다고 뉴스위크가 보도하였다.
- 케냐의 대통령 선거 중간 개표 결과 여야의 두 후보가 박빙의 접전을 펼치고 있는 가운데 최종 결과 발표가 지연되자 야당 지지자들을 중심으로 전국에서 시위가 발생하였다.

## 2007년12월 28일
- BBK 주가 조작 사건과 관련하여 특검 조사가 예상되는 당사자 6명이 대한민국 헌법재판소에 헌법소원 심판을 청구하였다.
- 노무현 대통령과 이명박 대통령 당선자가 2시간여의 만남의 시간을 가졌다.

## 2007년12월 27일
- 이라크 쿠르드에 주둔 중인 자이툰 부대의 "파병기한 연장 동의안"이 국회 국방위원회를 통과하였다.
- 파키스탄의 전 총리이자 야당 지도자인 베나지르 부토가 라왈핀디에서 자살 폭탄 공격을 받아 숨졌다.
- 케냐에서 대통령 선거가 실시되었다.
- 수도권 전철 중앙선이 팔당역까지 연장되었다.

## 2007년12월 26일
- 12월 17일 국회를 통과한 BBK 특검법이 국무회의에서 의결되었다.

## 2007년12월 25일
- 인도네시아 보건부는 자와섬에 내린 집중호우로 인한 산사태로 매몰돼 숨지거나 홍수로 실종된 주민 수가 135명에 이른다고 밝혔다.

## 2007년12월 24일
- 한국교육과정평가원은 오답 논란을 빚어온 2008학년도 수능의 물리II 11번 문제에 대해 복수정답을 인정하였다.

## 2007년12월 23일
- 교수학회는 2007년의 사자성어로 자기기인(自欺欺人)을 선정했다고 발표하였다.
- 네팔이 자신들의 240여 년간의 왕정을 폐지하고 2008년 4월 공화국으로 새출발할 것임을 선언하였다.

## 2007년12월 22일
- 840여 년 전 중국 광둥성 앞바다에서 침몰한 무역선 '난하이 1호'가 2시간에 걸친 인양 작업 끝에 물 밖으로 모습을 드러냈다. 무역선에는 100조원 상당의 보물이 실려 있는 것으로 추정된다.

## 2007년12월 21일
- 벨기에 베르호프스타트 총리가 알베르 2세 국왕으로부터 과도정부 구성권한을 위임 받아 공식 출범하였다.
- EU 회원국 자유여행 협정인 ‘솅겐 조약’이 체코 등 9개국에 확대 적용, 발효되어 15개국을 여권없이 자유롭게 이동하게 되었다.

## 2007년12월 20일
- 영국의 찰스 왕세자가 다이애나 전 영국 왕세자비를 살해하려 했다는 주장이 담긴 다이애나의 친필 편지가 19일 런던 법정의 사인심의회에서 공개되었다.
- 타임 지는 올해의 인물로 현 러시아 대통령인 블라디미르 푸틴을 선정하였다.
- 뉴질랜드에서 리히터 규모 6.8의 지진이 발생하여 건물이 붕괴는 등의 피해가 발생하였다.

## 2007년12월 19일
- 2007년 대한민국 대통령 선거 :
  - 2007년 대한민국 대통령 선거가 오전 6시부터 오후 6시까지 전국 13,178개 투표소에서 실시되었다.
  - 한나라당 이명박 후보가 제 17대 대통령으로 당선 되었고, 대통합민주신당의 정동영 후보는 2위, 무소속의 이회창 후보는 3위 득표를 하였다.

## 2007년12월 18일
- 우크라이나 의회는 빅토르 유셴코 대통령의 지명을 받은 율리아 티모셴코의 총리 인준 동의안을 통과시켰다.
- 대한변호사협회가 17일 “삼성 비자금 관련 폭로 사건을 맡을 특별 검사” 후보자에 고위 검찰 출신 변호사를 추천한 것에 대하여, 민주사회를 위한 변호사 모임과 참여연대 등이 반대하였다.

## 2007년12월 17일
- BBK 주가 조작 사건 :
  - 대한민국 법무부는 전날에 노무현 대통령이 “BBK 의혹 사건”에 대해 검찰이 재수사하도록 지휘권을 발동하는 방안을 검토하라고 지시한 데 대해 “특검 수사가 예상되는 만큼 지휘권 발동을 하지 않기로 했다”고 밝혔으나, 국민적 여론을 수용해서 "BBK특검법"은 수용할 수밖에 없다"고 밝혔다.
  - 대통합민주신당이 제출한 “한나라당 대통령후보 이명박의 주가조작 등 범죄혐의의 진상규명을 위한 특별검사의 임명 등에 관한 법률안”이 한나라당의 불참 속에 재적의원 298명 중 출석의원 160명 전원 찬성으로 통과되었다.
- 2007년 대한민국 대통령 선거:
  - 대통합민주신당 정동영 후보는 문국현, 이인제 후보와 무소속 이회창 후보까지 포함하는 “반부패 연대”를 제안하였다.
- 사우디아라비아 언론은 압둘라 국왕이 성폭행을 당한 뒤 징역 6개월에 태형 200대를 선고받았던 20세 여성을 사면했다고 보도하였다.

## 2007년12월 16일
- BBK 주가 조작 사건 :
  - 대통합민주신당은 “이명박 후보가 2000년 10월 17일 서울 광운대학교 경영대학원에서 주최한 특강에서 본인이 BBK를 설립했다고 밝히는 동영상을 확보해 관련 내용을 확인했다”고 밝혔다.
  - 서울마포경찰서는 지난 2000년 이명박 후보의 광운대 특강을 촬영한 모 미디어 회사 대표 여모 씨 등 3명을 붙잡아 조사중이라고 밝혔다.
  - 이명박 한나라당 후보가 “BBK는 내가 설립했다”는 육성강연이 언론에 공개되었고, 한나라당 남경필 의원은 "이명박 광운대 강연 동영상" 파문과 관련하여, 그 사건은 단순한 말실수에 따른 해프닝이라고 옹호하였다.
  - 노무현 대통령은 법무부 장관에게 “BBK 재수사 지휘권 발동을 검토하라”고 지시하였다.
  - 한나라당 이명박 대통령 후보는 국회에서 추진중인 “BBK 주가 조작 사건 관련 특별검사제 법안에 대해 수용 의사”를 밝혔다. 그러나 대통합민주신당은 “원안대로 17일에 직권상정 처리하겠다”고 밝혔다.
- 2007년 대한민국 대통령 선거:
  - 정동영, 이명박, 권영길, 이인제, 문국현, 이회창후보(기호순)가 참석하여 경제,노동,복지,과학 분야에 관한 마지막 TV 토론회가 개최되었다.
- 튀르키예 공군이 이라크 북부 쿠르드 지역에 공습을 했고 민간인 피해는 없다고 밝혔으나, 이라크는 민간인 여성 1명이 사망하고 4명이 부상했다고 주장하였다.

## 2007년12월 15일
- 파키스탄 대통령인 페르베즈 무샤라프는 국가 비상사태를 해제했다. 그리고 다음달 8일로 예정된 총선은 민주적이고 합법적인 절차에 따라 치러질 것"이라고 말하였다.

## 2007년12월 14일
- 미국의 전 상원의원 조지 미첼이 금지약물을 사용하는 선수들에 관한 내용을 담은 ‘미첼 보고서’를 공개하였다.

## 2007년12월 13일
- 2007년 대한민국 대통령 선거 :
  - 화합과 도약을 위한 국민연대의 이수성 대선후보가 사퇴하였다.
- 유럽연합 27개 회원국 정상들이 EU 헌법의 개정 조약인 '리스본 조약'에 공식 서명하였다.

## 2007년12월 12일
- 강화도에서 일어난 총기 탈취 사건의 범인 조영국이 검거되었다.
- 일본 한자능력검정협회는 12일 ‘올해의 한자’로 거짓 위(僞)자를 선정했다고 발표하였다.
- 예술의 전당 오페라 하우스에서 라 보엠 공연 도중 화재가 발생하여 2천여 명이 대피하는 소동을 겪었다.

## 2007년12월 11일
- 2007년 대한민국 대통령 선거:
  - 정동영, 이명박, 권영길, 이인제, 문국현, 이회창 후보(기호순)가 참석하여 사회, 교육, 문화, 복지분야 문제를 다룬 2차 TV 토론회가 개최되었다.
- 행정자치부, 해양수산부 등 기름유출 사고 관련 부처는 오후 2시 기자회견에서 이번 사고로 피해를 입은 충청남도 당진군, 태안군, 서산시, 홍성군, 서천군, 보령시 6개 지역을 특별재난지역으로 규정하였다.

## 2007년12월 7일
- 충남 태안군 소원면 앞바다에서 홍콩선적 유조선 '헤베이 스프리트'와 해상 크레인을 적재한 삼성물산 소유의 '삼성 1호' 부선이 충돌하여 15,000t의 원유가 바다로 유출되었다. 이 사고는 1995년 전남 여수 앞바다에서 발생한 씨프린스 호사고에서 유출된 5,035t 원유의 2배에 달하는 규모이다.
- 11월 15일 대한민국에서 실시되었던 대학수학능력시험의 성적이 공개되어 수험생에게 성적표가 통지되었다.

## 2007년12월 6일
- 2007년 대한민국 대통령 선거:
  - 정동영, 이명박, 권영길, 이인제, 문국현, 이회창후보(기호순)가 참석하여 정치·외교·안보·통일 문제를 다룬 첫 TV 토론회가 개최되었다.
- 프랑스 파리시 중심가에서 소포 폭탄이 터져 1명이 사망하고 5명이 부상을 당하였다.
- 조지 W. 부시 미국 대통령이 기자회견을 갖고 2차 서브프라임 모기지론 사태의 대책을 발표하였다.
- 대한민국 친일반민족행위진상규명위원회는 일제강점기 중기의 친일반민족행위 195인 명단을 확정해 대통령과 국회에 보고하였다.

## 2007년12월 5일
- 2007년 대한민국 대통령 선거 :
  - 검찰은 이명박 대선후보의 BBK 주가 조작 사건에 대해 무혐의로 발표하였다.
- 로버트 게이츠 미국 국방장관이 이라크를 방문한 가운데, 잇따른 폭탄 테러로 모두 23명이 사망하고 30명이 부상당했다.
- 강화도에서 총기 탈취 사건이 일어나 해병대 군인 1명이 사망하였다.

## 2007년12월 3일
- 대한민국 야구 올림픽 대표팀이 필리핀과의 경기에서 13-1로 7회 콜드게임승을 거두었다.
- 2007년 대한민국 대통령 선거 :
  - 정몽준 의원이 이명박 후보 지지와 한나라당 입당을 선언하였다.
  - 국민중심당의 심대평 대선후보가 무소속의 이회창 후보 지지를 공식적으로 선언하였다.
- 오스트레일리아의 총선에서 승리한 케빈 러드가 제26대 연방총리직에 취임하였다. 그는 첫 공식집무로 교토 의정서에 서명하였다.

## 2007년12월 2일
- 일본 야구 대표팀이 대한민국과의 경기에서 4-3로 승리하였다.
- 베네수엘라에선 언론통제, 종신 대통령 등을 포함하고 있는 우고 차베스 베네수엘라 대통령의 개헌안이 국민 투표에 의해 부결되었다.

## 2007년12월 1일
- 파키스탄의 베나지르 부토 전 총리가 2008년에 실시되는 총선거에 참여하기로 하고, 선거 운동을 개시하였다.
- 대한민국의 야구 대표팀이 중화민국에게 5-2로 승리하였다.